# Samuel Newell Bell

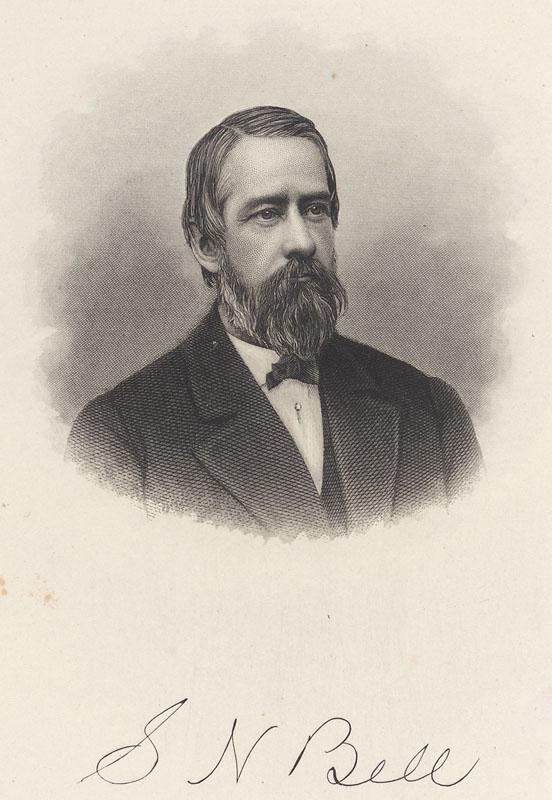
Samuel Newell Bell

Samuel Newell Bell (* 25. März 1829 in Chester, Rockingham County, New Hampshire; † 8. Februar 1889 in North Woodstock, New Hampshire) war ein US-amerikanischer Politiker (Demokratische Partei) und vertrat den Bundesstaat New Hampshire im US-Repräsentantenhaus. Er war der Enkel von Samuel Bell und Neffe von James Bell.
Bell besuchte die Schule in Francestown und die Phillips Academy in Andover, Massachusetts. Er graduierte 1847 am Dartmouth College in Hanover, studierte anschließend Jura und wurde dann 1849 als Anwalt zugelassen. Daraufhin praktizierte er in Meredith, New Hampshire.
Später entschied er sich eine politische Laufbahn einzuschlagen, indem er für einen Sitz im 42. US-Kongress kandidierte, wo er nach erfolgreicher Wahl vom 4. März 1871 bis zum 3. März 1873 tätig war. Er kandidierte 1872 erfolglos für den 43. US-Kongress. Allerdings wurde er in den 44. US-Kongress gewählt, wo er vom 4. März 1875 bis zum 3. März 1877 verblieb. Er entschied sich, 1876 nicht noch einmal für eine Wiederwahl anzutreten.
Nach seiner Zeit im Repräsentantenhaus kehrte Bell in seine Anwaltspraxis in Meredith zurück. Ferner beschäftigte er sich mit Immobiliengeschäften. Er war auch Präsident mehrerer Eisenbahngesellschaften und Vizepräsident der New Hampshire Fire Insurance Co. Man ernannte ihn zum Chief Justice am Superior Court of New Hampshire, jedoch lehnte er dieses Amt ab. Danach zog er sich aus dem öffentlichen Leben zurück und starb am 8. Februar 1889 während eines Besuchs in North Woodstock. Anschließend wurde er auf dem Valley Cemetery in Manchester beigesetzt.